# شورية منتفخة
شورية منتفخة (الاسم العلمي:Shorea bullata) هي نوع غير مؤكد من النباتات تتبع جنس الشورية من فصيلة مجنحية الثمر.